# Giornata mondiale della vista
La Giornata mondiale della vista si celebra ogni anno il secondo giovedì del mese di ottobre. È promossa dall'Organizzazione Mondiale della Sanità (OMS) e dall'Agenzia internazionale per la prevenzione della cecità-IAPB (di cui esiste una Sezione italiana), insieme all'Unione mondiale dei ciechi (in Italia l'UICI, che collabora con la IAPB attraverso le sue Sezioni provinciali). Si concentra sulla prevenzione di malattie oculari che, se non curate, possono pregiudicare la qualità visiva: circa l'80% dei casi di cecità sono considerati prevenibili. Secondo i dati diffusi sempre dall'OMS (WHO) a ottobre 2017 nel mondo vivono 36 milioni di ciechi e 217 milioni d'ipovedenti, per un totale di 253 milioni di persone. Si tenga conto anche dell'età: l'81% di essi hanno un'età uguale o superiore ai 50 anni. 
"Globalmente - scrive l'OMS - le malattie oculari croniche sono la principale causa di perdita della vista. Gli errori rifrattivi non corretti e la cataratta non operata sono le due cause principali di vision impairment. La cataratta non operata resta la principale causa di cecità nei Paesi a basso e medio reddito".
Nel 2018 la Giornata mondiale della vista si celebrerà l'11 ottobre. Per quanto riguarda, invece, la Giornata che si è celebrata il 12 ottobre 2017 in Italia è stata dedicata in particolare alla cura degli occhi, alla prevenzione e alla riabilitazione visiva. In occasione di tale giornata la IAPB Italia onlus ha promosso iniziative gratuite di sensibilizzazione e prevenzione in circa cento città italiane, in stretta collaborazione con le strutture territoriali dell'Unione italiana dei ciechi e degli ipovedenti. Il suo slogan internazionale del 2017 è stato "Make Vision Count" ("Fa' che la vista conti").
Nel 2016 la Giornata mondiale della vista (13 ottobre) ha avuto come slogan "Stronger together" ("Più forti insieme") e verteva sull'importanza dell'assistenza oftalmica universale. In Italia lo stesso appuntamento è stato dedicato alla retinopatia diabetica. La Giornata che si è celebrata l'8 ottobre 2015 ha avuto, invece, come tema centrale l'assistenza oftalmica per tutti ("Eye care for all"). In Italia, in particolare, è stata dedicata alle malattie oculari che colpiscono generalmente a partire dai 50 anni, quali la degenerazione maculare legata all'età e la cataratta. 
La Giornata del 2014, che si è celebrata il 9 ottobre, è stata dedicata in Italia ai giovani e alla guida sicura assieme alla Sezione italiana della IAPB. A livello planetario la Giornata è stata lanciata con lo slogan "No more avoidable blindness" ("Basta alla cecità evitabile"): si intende dare una particolare importanza alla salute oculare universale.
L'edizione della Giornata mondiale della vista 2013 è stata dedicata, invece, al problema dell'accesso alle cure oftalmiche: in molti Paesi in via di sviluppo c'è difficoltà di sottoporsi a un controllo oculistico e spesso, per mancanza di risorse, non vengono neanche effettuate operazioni di routine come la cataratta. In Italia la Giornata ha avuto, il 10 ottobre 2013, come protagonisti i bambini: la prevenzione delle malattie oculari va fatta sin da piccoli con check-up oculistici periodici. Nel 2012 la Giornata è stata dedicata non solo alla prevenzione della malattie oculari, ma anche alla riabilitazione visiva (di cui possono beneficiare gli ipovedenti). Per quanto riguarda, invece, l'edizione del 2011 l'attenzione è stata rivolta soprattutto alle malattie oftalmiche che colpiscono la terza età, specialmente quelle a carattere degenerativo (che causano, ad esempio, la morte delle cellule della retina).
Secondo l'Oms vivono nel mondo vivono 18,9 milioni di bambini affetti da un handicap visivo grave: 17,5 milioni ipovedenti e 1,4 milioni ciechi. Nell'infanzia uno dei problemi più gravi, nei Paesi in via di sviluppo, è la carenza di vitamina A (per alimentazione insufficiente), che a livello oculare provoca una patologia chiamata xeroftalmia. Negli Stati di maggior benessere, invece, uno dei rischi maggiori che corrono i più piccoli è l'occhio pigro (ambliopia), a causa del quale si può perdere la funzionalità di un occhio senza esserne a conoscenza. Qualunque vizio refrattivo (ipermetropia, astigmatismo, miopia) è, inoltre, importante che venga corretto precocemente.
Proprio allo scopo di scongiurare le malattie oculari, sono fondamentali diagnosi e trattamenti precoci, come ripetutamente messo in evidenza dall'Agenzia internazionale per la prevenzione della cecità-IAPB Italia onlus: il Ministero della Salute italiano ha istituito una Commissione Nazionale per la Prevenzione della Cecità, recependo una richiesta avanzata dall'OMS.